# Villarroya del Campo
Villarroya del Campo község Spanyolországban,  Zaragoza tartományban. Villarroya del Campo Daroca, Retascón, Mainar, Villarreal de Huerva, Villadoz, Romanos és Nombrevilla községekkel határos. Lakosainak száma 69 fő (2024).

## Népesség
A település népessége az utóbbi években az alábbiak szerint változott:
| Lakosok száma | 81   | 80   | 78   | 74   | 78   | 83   | 71   | 74   | 82   | 69   |
|               | 2001 | 2004 | 2007 | 2009 | 2012 | 2014 | 2017 | 2019 | 2022 | 2024 |